# Rumbeck (Arnsberg)

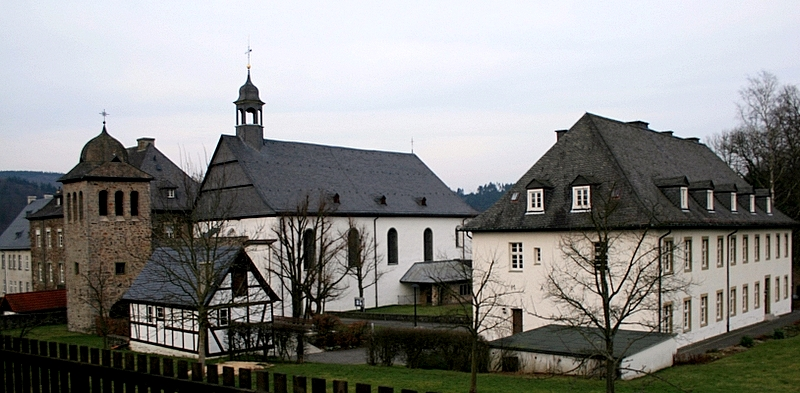
Kloster Rumbeck

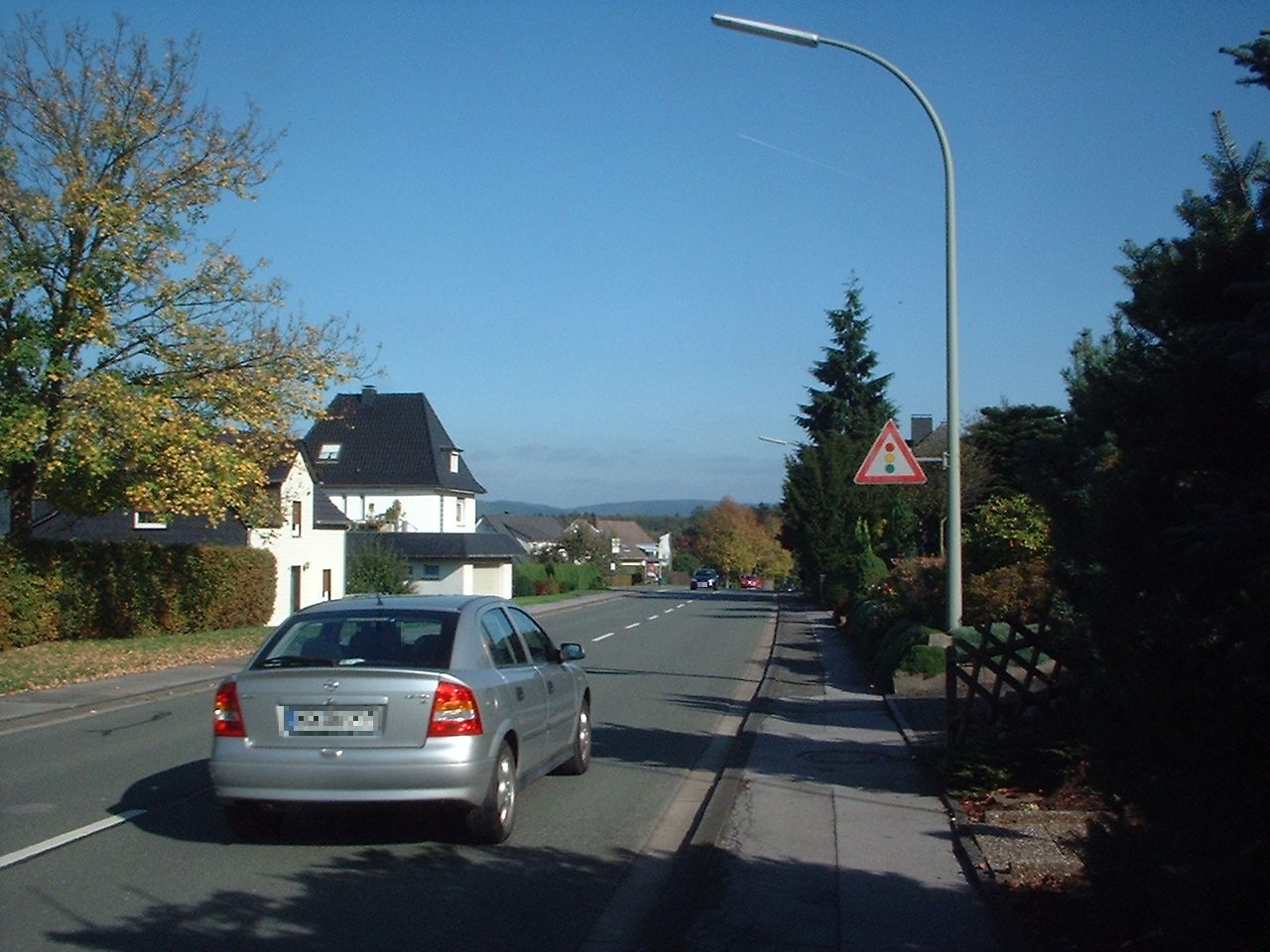
Hauptstraße Rumbecks

Rumbeck ist ein Stadtteil von Arnsberg mit 1134 Einwohnern und liegt an der mittleren Ruhr flussaufwärts der Altstadt zwischen den Stadtteilen Oeventrop und Uentrop.

## Geschichte
Rumbeck wurde erstmals 1185 als ein Haupthof der Grafen von Arnsberg urkundlich erwähnt, als das Grafenhaus den Hof dem Kloster Wedinghausen bei Arnsberg übertrug. Ab 1193 wurde auf dem Gelände des Hofes das Kloster Rumbeck errichtet. Dieses Nonnenkloster der Prämonstratenser bestimmte für Jahrhunderte die Entwicklung der Ansiedlung, ehe es 1804 im Zuge der Säkularisation aufgelöst wurde. Daneben wurde die am Ort vorhandene Wasserkraft seit 1749 für den Betrieb des sogenannten „Rumbecker Hammers“ und später auch für Papierschleifmühlen genutzt. Beide Gewerbe konnten sich allerdings nicht auf Dauer halten.
Das Kloster mit einer Pfarrkirche und einer von Hinrich Klausing um 1700 gebauten Orgel ist heute noch erhalten. Die Orgel enthält noch Pfeifenmaterial aus Vorgängerinstrumenten, das bis ins 15. Jahrhundert zurückreicht. Sie wurde in den Jahren 2005/2006 durch die Orgelbauwerkstatt Gebr. Hillebrand, Altwarmbüchen restauriert und klingt heute wieder wie zur Erbauungszeit in einer modifiziert mitteltönigen Stimmung.
Am 1. Januar 1975 wurde Rumbeck durch das Sauerland/Paderborn-Gesetz nach Arnsberg eingemeindet.

## Heutige Struktur
Heute liegt der Ort an der Trasse der Autobahn A 46. Die nächste Ausfahrt befindet sich in Uentrop. In Rumbeck existieren außer einigen Gasthöfen kaum Betriebe. Im unmittelbar angrenzenden Arnsberger Stadtbruch gibt es einen Lebensmittelmarkt. Die Einwohner arbeiten überwiegend in anderen Stadtteilen der Stadt Arnsberg oder anderen Kommunen. 
Das Mühlbachtal steht unter Naturschutz. Dort befinden sich auch als Bodendenkmal klassifizierte Reste der klösterlichen Teichwirtschaft. Außerdem existiert dort ein Poesiepfad.

## Söhne und Töchter des Ortes
- Georg Hermann Nellius (1891–1952), Komponist und Musikdirektor